# 高泰明
高泰明（11世纪？—1116年）是北宋年間雲南大理國丞相，也是實際的掌權者，滇东乌蛮领袖。
1096年，受父親高升泰逝世前的囑咐，並未繼承大中國皇位，將大理政權交還段氏，擁立段正明的弟弟段正淳繼任大理皇帝，但高泰明仍居相國高位，使大理國政權依舊掌握在高氏手中，不僅政令皆出其手，被国人称为“高国主”，外國來使也是先謁見相國。高泰明於1097年封其子高明量為於威楚府（今楚雄），後又封四子高明清於統矢府（姚安）鞏固高氏的軍政大權，1108年段正淳避位出家後，高泰明繼續擁立其子段和譽繼承帝位。1111年，三十七蠻部叛亂時，高泰明領兵平定叛亂，令高明清鎮守鄯闡（昆明）。高泰明在1116年被段正嚴（段和譽）封為中國公，同年辭世，追封为国师，由其弟高泰運繼承相國。